# Noongar
Die Noongar (auch: Nyungar, Nyoongar oder Nyoongah) sind indigene Australier, die im Südwesten von Western Australia zwischen Geraldton an der Westküste und Esperance an der Südküste leben. Ihr Stammesgebiet reicht von der Jurien Bay im Norden bis zur Südküste und östlich bis nach Ravensthorpe und Southern Cross. Ihre gemeinsame Sprache bezeichnet man ebenfalls als Noongar.
Vor der europäischen Besiedlung waren die Noongar kein einzelner Stamm, sondern bestanden aus 13 Gruppen, die eine gemeinsame Kultur und eine ähnliche Sprache mit einigen dialektalen Unterschieden teilten. Laut Green kann man sie an zwei gemeinsamen Faktoren erkennen: Sie bezeichnen sich selbst mit einem Wort wie „Noongar“ und beschneiden ihre Kinder nicht. Heute ist vieles aus der Kultur der Noongar verloren gegangen, darunter die Identifikation mit bestimmten regionalen Gruppen, auch wenn einige Noongar sich mit Gruppen verbunden fühlen, die Tindale im 20. Jahrhundert identifizierte.

## Geschichte
Vor der Ankunft der Europäer gab es vermutlich zwischen 6.000 und mehreren Zehntausend Noongar. Sobald die ersten weißen Siedler ankamen, sorgten Gewalt und Krankheiten (u. a. Masern, Influenza und Pocken) für einen erheblichen Rückgang der Bevölkerung; heute gibt es nach eigenen Angaben jedoch mehr als 28.000 Noongar. Die Volkszählung von 2001 ergab eine Zahl von etwa 21.000 Noongar, die zu dieser Zeit im Südwesten lebten.
Die Noongar lebten traditionell von der Jagd auf verschiedenes Wild, darunter Kängurus und Wallabys, durch Fischfang mit Speer und Fallen, durch Farmen mit Kusus und Akazien und durch das Sammeln von essbaren Wildpflanzen. Sie benutzten Quarz statt Feuerstein für Speer- und Messerspitzen und entwickelten eine mittlerweile verlorene Kunst der Bearbeitung von Quarzkristallen.
Die Noongar hielten sich selbst für zivilisiert, vor allem im Vergleich mit den eindringenden Briten. Vor diesem Hintergrund bezeichneten sie die Neuankömmlinge als djanga oder djanak, was so viel wie „weiße Teufel“ bedeutet. Von Anfang an verhielten sich die Noongar vorsichtig im Umgang mit den Europäern. Sie waren durch den Verfall und die Schlacht, die die Weißen in ihre Heimat brachten, verängstigt. Sie lebten in umfangreichen familiären Gruppen und ihr Lebensstil beinhaltete Respekt und Ehrfurcht vor dem Land, das sie ernährte.

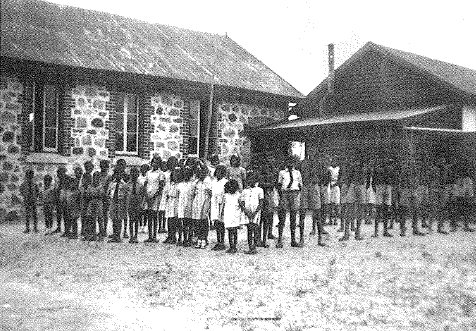
Carrolup River Native Settlement (ca. 1951) in der Nähe von Katanning

Als die ersten englischen Siedler 1829 im Gebiet des Swan River ankamen und Captain James Stirling die lokalen Stämme zu britischen Subjekten erklärte, stieg Yagan zu einem Anführer der Noongar auf. Obwohl die Noongar zunächst ein freundschaftliches Verhältnis zu den Siedlern pflegten, kam es zu Spaltungen und Missverständnissen, als sich die Landnahmen fortsetzten, und die Angriffe und Gegenangriffe eskalierten. Ein Beispiel für ein solches Missverständnis war die Praxis der Noongar, im Frühsommer Feuer zu legen, was die Siedler fälschlicherweise als feindlichen Akt betrachteten. Umgekehrt betrachteten die Noongar den Viehbestand der Siedler als Freiwild, mit dem sie den schwindenden Vorrat an einheimischen Tieren, die die Siedler willkürlich erschossen, ersetzten. Yagan war oft beteiligt, wenn die Noongar Nahrungsmittel stahlen oder Siedler als Rache für den Tod von Noongar töteten. Er warnte die benachbarten Weißen mehrmals, dass für jeden von den Weißen getöteten Noongar das Leben eines Weißen genommen würde. Er wurde schließlich ermordet und gilt nun als einer der ersten indigenen Widerstandskämpfer.
Ab August 1838 wurden zehn gefangene Aborigines nach Rottnest Island geschickt. Nach einer kurzen Periode, in der sowohl Siedler als auch Gefangene die Insel besetzten, erklärte der Colonial Secretary im Juni 1839, dass die Insel eine Strafanstalt für Aborigines werden sollte und von 1838 bis 1931 wurde Rottnest Island als Gefängnis benutzt, um gefangene Aborigines nach Übersee zu transferieren. Zur „Pazifizierung“ der Aborigine-Bevölkerung wurden Männer verhaftet und angekettet, weil sie Vieh mit dem Speer getötet, den Busch verbrannt oder Gemüse auf ihrem Land vergraben hatten. Man vermutet 369 Gräber von Aborigines auf der Insel, von denen fünf erhängt wurden. Abgesehen von einer kurzen Periode zwischen 1849 und 1855, in der das Gefängnis geschlossen war, befanden sich rund 3.700 Aborigine-Männer und Jungen, viele von ihnen Noongar, in Gefangenschaft.
Von 1890 bis 1958 wurden Leben und Lebensstil der Noongar vom Native Welfare Act geregelt. In zwei staatlichen Konzentrationslagern, Moore River Native Settlement und Carrolup (heute Marribank) lebte bis zu ein Drittel der Bevölkerung. Geschätzte 10 % bis 25 % der Noongar-Kinder wurden in diesen Jahren gewaltsam „adoptiert“, weshalb man heute von der Stolen Generation (Gestohlene Generationen) spricht.

## Sprache
Die Webpräsenz der Federation of Aboriginal and Torres Strait Islander Languages (FATSIL) besagt, dass von den ursprünglich 13 Dialekten der Noongar nur noch fünf erhalten sind. Das Wort Noongar bedeutet übersetzt so viel wie „menschliches Wesen“.
Einige kleine Wortlisten wurden in den frühen Tagen der Swan River Colony aufgezeichnet, z. B. in Robert Lyons Werk A Glance at the Manners and Language of Aboriginal Inhabitants of Western Australia von 1833. Die seriöse Dokumentation der Noongar-Sprache begann 1842 mit A Descriptive Vocabulary of the Language of the Aborigines von George Fletcher Moore, das 1884 als Teil von Moores Diary of Ten Years Eventful Life of an Early Settler in Western Australia erneut veröffentlicht wurde. Diese Arbeit enthielt eine umfangreiche Wortliste des Noongar. Die erste moderne linguistische Untersuchung über das Noongar führte Gerhardt Laves 1930 an der Varietät Goreng in der Nähe von Albany durch, aber sein Material war viele Jahre lang verschollen und wurde erst vor kurzem wiederentdeckt. Beginnend in den 1930ern und intensiver seit den 1960ern lernte und studierte Wilfrid Douglas
das Noongar und produzierte später eine Grammatik, ein Wörterbuch und andere Materialien. In jüngerer Zeit sind die Noongar häufiger selbst als Forscher aufgetreten; Rose Whitehurst erstellte das Noongar Dictionary bei ihrer Arbeit für das Noongar Language and Culture Centre.
Heute gehört das Noongar mit seinen wenigen Sprechern zu den bedrohten Sprachen, auch wenn es in den letzten Jahren ein verstärktes Interesse gab. Besorgte Menschen errichteten Noongar Language and Culture Centre, das nun durch Büros in Bunbury, Northam und Perth gewachsen ist. Jedoch besitzt die Sprache, die man heute gewöhnlich als Noongar bezeichnet, eine fragwürdige Ähnlichkeit mit dem, was indigene Australier vor der weißen Besiedlung sprachen, und die originale Noongar-Sprache wird unter dem Code ISO 639-3 (nys) als ausgestorben verzeichnet. Der Ethnologue führt Noongar und Neo-Noongar (ein von Wilfrid Douglas geprägter Begriff für das von den Noongar gesprochene Englisch) als äquivalent und suggeriert damit, dass Noongar eine Varietät des Englischen sei – offenbar eine Fehlinterpretation von Douglas. Zum Vergleich wird die Einleitung dieses Schriftstücks sowohl in Noongar als auch in Englisch präsentiert. Research and development in Kurongkul Katitijin vom selbsternannten „Noongar at research“ Leonard Collard von der Kurongkul Katitijin School of Indigenous Australian Studies an der Edith Cowan University in Perth.
Besucher in Western Australia bemerken die vielen Ortsnamen, die auf -up enden, wie Joondalup, Nannup oder Manjimup. Das Suffix bedeutet in der Noongar-Sprache so viel wie „Ort von“. Der Name Ongerup z. B. heißt übersetzt „Ort des männlichen Kängurus“.
Viele Wörter unterscheiden sich regelmäßig von einem Dialekt zum anderen, z. B. quernt(s) vs. quenda(w) (Bandikutratten) oder kep(s) vs. kapi(w) (Wasser).
Zu den Wörtern aus dem Noongar, die ins westaustralische Englisch oder ins Englische übernommen wurden, zählen der Name Kylie, was übersetzt Bumerang bedeutet, oder das Wort gidgie bzw. gidgee für „Speer“.

## Kultur
Die Noongar leben in vielen Städten im Südwesten sowie in den Zentren Perth, Bunbury, Geraldton, Esperance und Albany. Viele auf dem Land lebende Noongar haben langfristige Beziehungen zu Whitefella-Farmern entwickeln und setzten die Tradition fort, nach der sie Kängurus jagen, Nahrung im Busch sammeln und ihren Kindern Geschichten über das Land erzählen. In einigen Gebieten im Südwesten werden für Besucher Bushtucker-Touren veranstaltet, bei denen sie typische Nahrungsmittel der Noongar probieren können: Känguru, Emu, Marmelade oder Würze aus Quandong, Buschtomaten, Pastete aus witchetty grub, Busch-Honig.

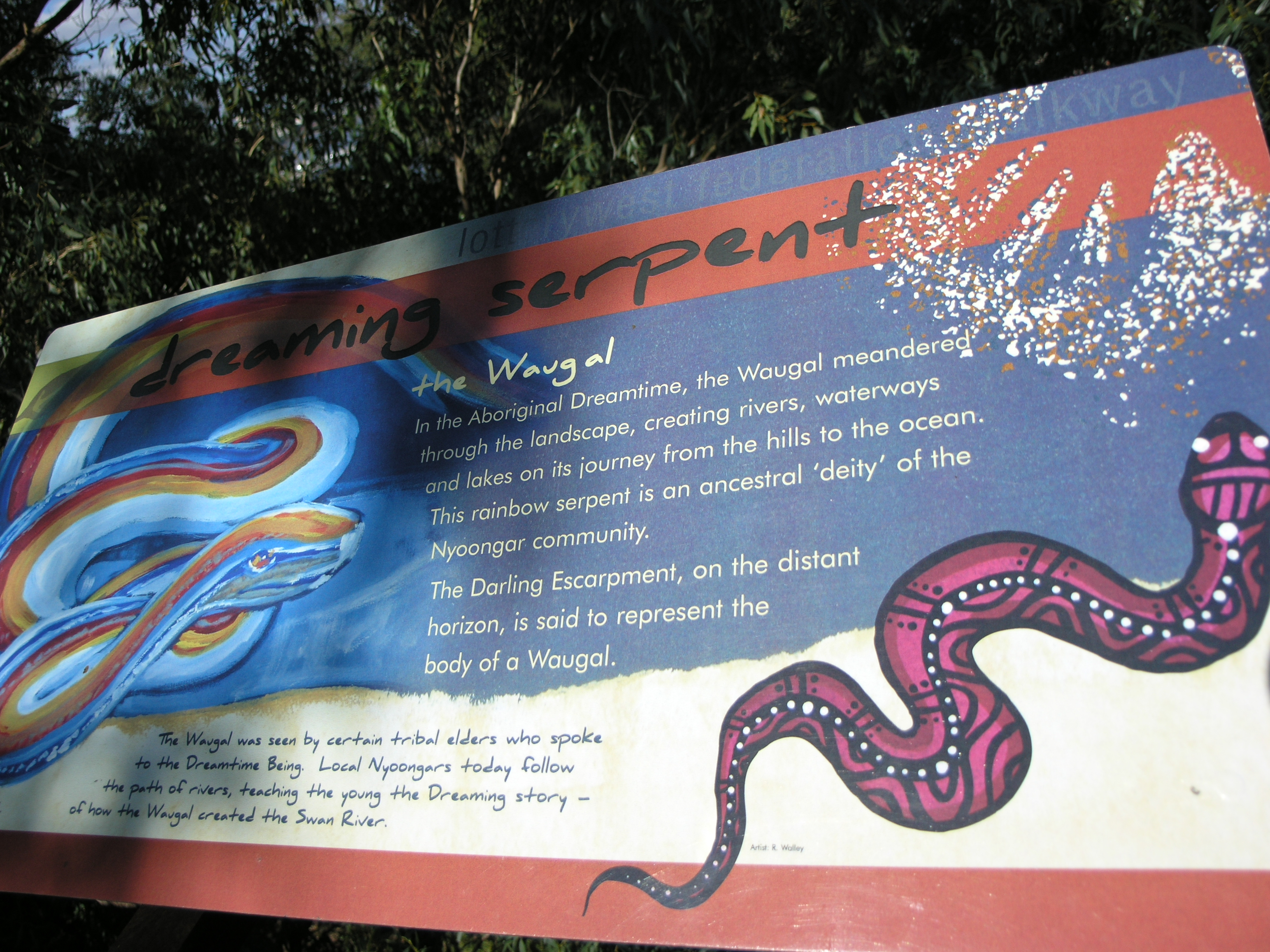
Wagyl oder Regenbogenschlange

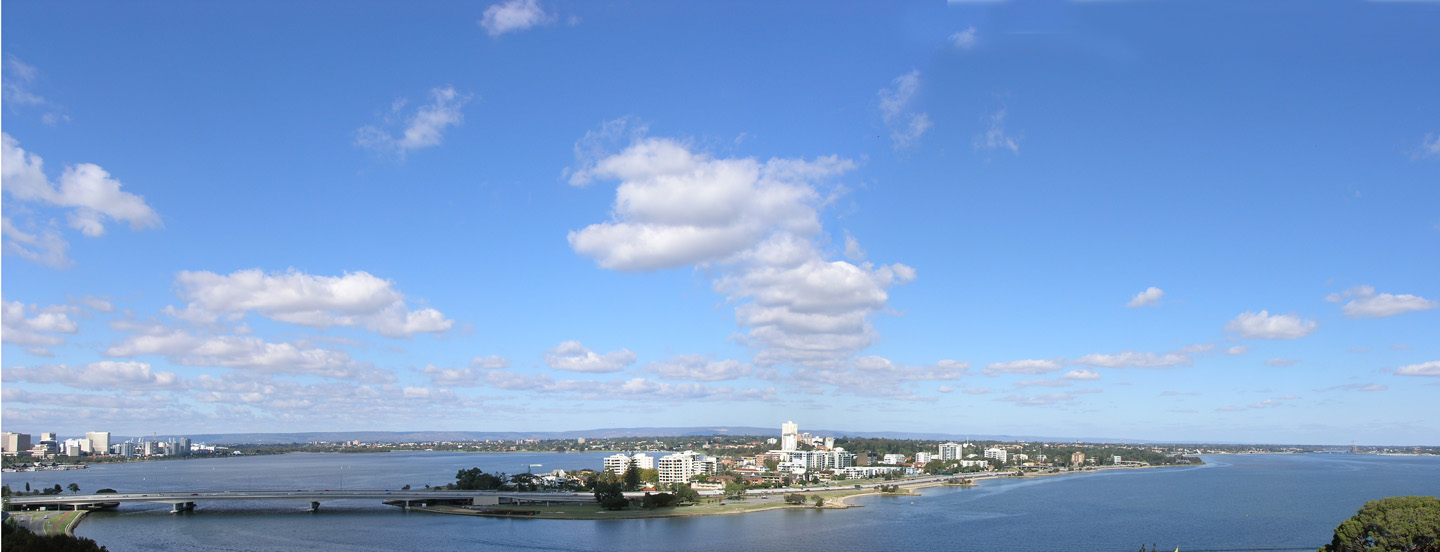
Perth Coastal Plain an der Stelle, wo der Canning River auf den Swan River trifft; unten links sieht man die Narrows Bridge.

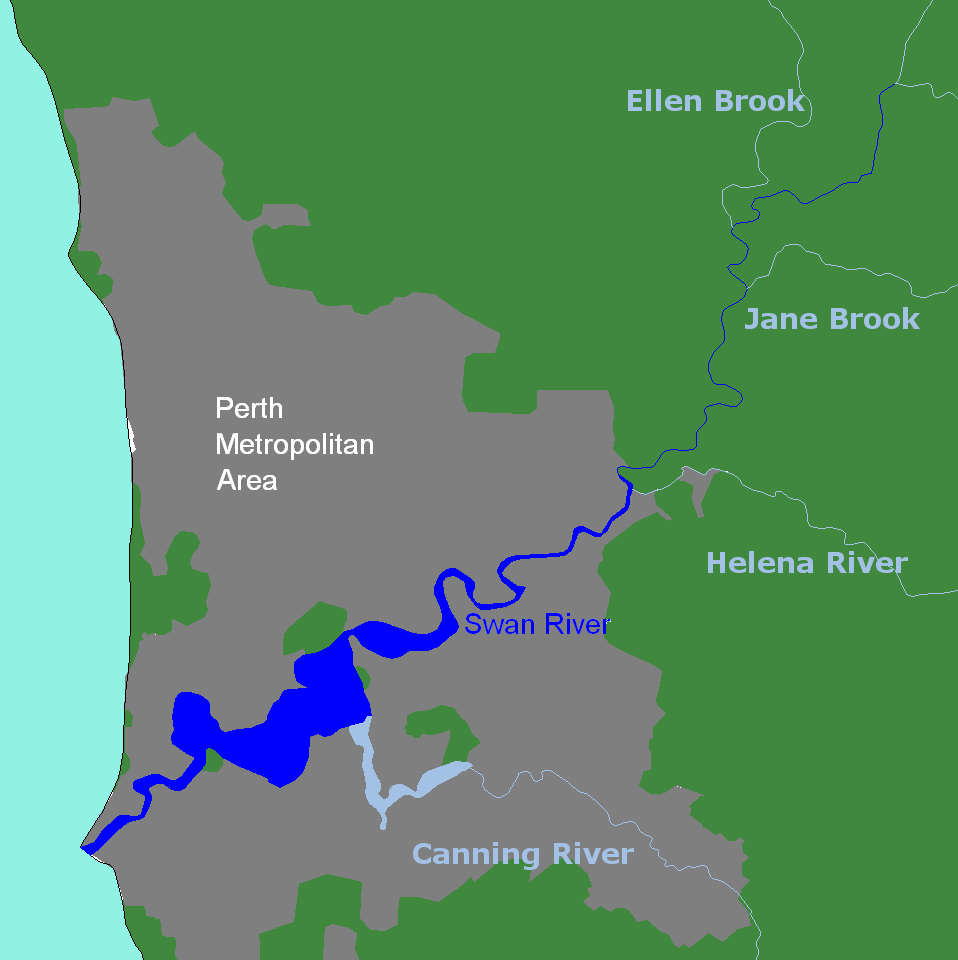
Karte mit Swan River (dunkelblau) und Canning River (hellblau)

In Perth glauben die Noongar, dass die Darling Scarp den Körper von Wagyl darstellt – ein schlangenähnliches Wesen aus der Traumzeit, das sich über das Land schlängelte und dabei Flüsse wie den Swan River, Wasserläufe und Seen schuf.
Der Mount Eliza, ebenfalls in Perth, war ein wichtiger Platz für die Noongar. In diesem Jagdgrund trieben sie die Kängurus zusammen und über die Klippe, um Fleisch für die sammelnden Clans zu liefern. In diesem Zusammenhang bezeichnet „Clan“ eine Gruppe von lokaler Abstammung, größer als eine Familie, aber durch gemeinsame Vorfahren familiär verbunden. Am Fuß des Mount Eliza befindet sich ein heiliger Ort, wo das Wagyl angeblich auf seinen Reisen rastete. Hier befindet sich auch die ehemalige Swan-Brauerei, die zu Auseinandersetzungen zwischen Noongar-Gruppen, die das Land zurückhaben wollten, und den Eigentümern, die den Ort entwickeln wollten, führte. Zwischen den späten 1990ern und den frühen 2000ern gab es hier ein Protestlager der Noongar.
Die Noongar-Kultur ist im geschriebenen Wort besonders ausgeprägt. Die Dramen von Jack Davis gehören in mehreren australischen Bundesstaaten zum Lehrplan der Schulen. Kim Scott gewann im Jahr 2000 mit seinem Roman Benang den Miles Franklin Award. beschreibt sich selbst als die Antwort auf das Bedürfnis der Aborigine-Gemeinschaft nach einem positiven Selbstwertgefühl, das durch die Kunst ausgedrückt wird. Die Theater-Gesellschaft strebt nach der Entwicklung der Gemeinschaft und will „spannendes, authentisches und kulturell angemessenes indigenes Theater“ produzieren.
Viele lokale Regierungen im Südwesten haben Übereinkünfte oder Verpflichtungen mit den Noongar vereinbart, um bedeutende Plätze zu sichern und die Kultur zu respektieren. Die älteren werden häufiger gefragt, um ein „Willkommen im Land“ zu liefern, und es gab erste Ansätze, um die Noongar-Sprache im allgemeinen Lehrplan einzufügen.

## Klassifikation
Das Stammesrecht der Noongar beschränkt die Möglichkeiten einer interkulturellen Ehe.
Der „Western Australia Atlas of Human Endeavour: 1829-1979“ unterteilt die System der Noongar-Klassifikation in vier Typen:
Perth
- matrilineare „moieties“ und Clans
- Dazu gehören Amangu, Yued, Wadjuk, Pinjareb, Wilmen, Ganeang und Wardandi.
- Die Gruppen unterteilen sich in Manitjmat (Weißer Kakadu) und Wardungmat (Australischer Rabe), wobei die Zugehörigkeit durch die Mutter bestimmt wird. Beide Gruppen sind exogam.

Bibelmen
- Patrilineare „moieties“ und Gruppen von lokaler Abstammung
- Dazu gehören Bibelmen und Mineng.
- Die Gruppen unterteilen sich wie beim Perth-Typ, jedoch wird die Zugehörigkeit vom Vater bestimmt.

Nyakinyaki
- Die Sektionsebenen sind ähnlich wie beim Western Desert-Typ, beides patrilineare Gruppen von lokaler Abstammung.
- Dazu gehören Balardong und Nyakinyaki.
- Die skin-Gruppen sind Birranga (Bienenfresser) und Djuak (Heiliger Eisvogel)

Wudjari
- Sie waren den Nyakinyaki ähnlich, hatten aber patrilineare totemische Abstammungseinheiten.
- Dazu gehören Goreng und Wudjari.

Gruppen von lokaler Abstammung (local descent groups) sind meistens patrilinear. Die Mitglieder sind durch Abstammung und mythologische Elemente mit einem benannten Vorgänger verbunden. Sie sind immer exogam und mit bestimmten Gebieten assoziiert, die sie kollektiv treuhänderisch auf ewig verwalten.
Totemische Abstammungsgruppen (totemic descent groups) sind ähnlich, wobei jedoch die mythologische Bedeutung in den Mythen der beteiligten Menschen viel stärker ausgeprägt ist. Die Mitglieder dürfen in diesem Fall nicht genealogisch verwandt sein und die Gruppen sind fast immer exogam. Bei patrilinearen Clans ist das Territorium immer wichtig; bei matrilinearen Gruppen ist es weniger bedeutend, weil Frauen oft aus ihren matrilinearen Gebieten wegziehen.
„Moieties“ klassifizieren jeden Menschen auf der Welt in zwei Kategorien, die sich gegenseitig ausschließen und immer exogam sind. Sie können patrilinear oder matrilinear sein (vom Vater oder von der Mutter bestimmt).
Alternative Generationsebenen (alternate generation levels) klassifizieren eine Person in die gleiche Generationsebene wie die Großeltern und Enkel. Eltern und Kinder teilen auch die gleiche Ebene. Dieses Modell ist endogam.
In sektionalen Systemen (sectional systems, oft als skin bezeichnet) gehört eine Person von Geburt an zu einer von vier benannten Gruppen (wobei Außenseiter auch als Erwachsene einem System zugeordnet werden können). Diese Gruppen sind immer exogam.
Daisy Bates sagt, dass jeder Noongar in die gleiche Schicht wie seine Mutter platziert wird und kein Noongar jemand aus einer anderen Schicht heiraten darf. Sie unterscheidet folgende Schichten:
- Ballaroke
- Tdondarup
- Ngotak
- Nagarnook
- Nogonyuk
- Mongalung
- Narrangur

Frühe Beobachter der Noongar-Kultur waren manchmal von einigen Aspekten dieses Systems verwirrt. Sir George Grey bezeichnete die Schichten z. B. fälschlicherweise als Familiennamen. Auch die Tatsache, dass ein Noongar jeden Verwandten der gleichen Generation und Schicht als Bruder oder Schwester und jede ältere Frau der gleichen Schicht als Mutter bezeichnen kann, sorgte für Verwirrung.

## Jahreszeiten der Noongar
Die Noongar fühlen sich mit der Erde eng verbunden und teilen das Jahr in sechs Jahreszeiten, in denen sie in andere Habitate ziehen und sich mit entsprechenden saisonalen Lebensmitteln ernähren.
| Name      | Monate            | Klima | Besonderheiten                                                                      |
| --------- | ----------------- | --- | ----------------------------------------------------------------------------------- |
| Birak     | Dezember, Januar  | trocken und heiß | Buschland wird verbrannt, um Tiere zur einfacheren Jagd ins Freie zu treiben        |
| Bunuru    | Februar, März     | heißeste Zeit des Jahres, kaum Regen | Umzug in Flussmündungsgebiete zum Fischfang                                         |
| Djeran    | April, Mai        | kühleres Wetter | Fischfang und Sammeln von Zwiebeln und Getreide                                     |
| Makuru    | Juni, Juli        | Kaltfronten von der unteren Südwestküste ziehen nach Norden und sorgen für feuchtes Klima                                                                      | Umzug ins Landesinnere zur Jagd, nachdem der Regen die Wasservorräte aufgefüllt hat |
| Djilba    | August, September | kälteste Zeit des Jahres mit klaren Tagen und Nächten oder wärmeren, regnerischen und windigen Perioden; wenn es nachts wärmer wird, gibt es mehr sonnige Tage | Sammeln von Wurzeln und Jagd auf Emus, Kusus und Kängurus                           |
| Kambarang | Oktober, November | Erwärmung begleitet von längeren Trockenperioden und weniger Kaltfronten an der Küste; Höhepunkt der Wildblumen-Saison                                         | Umzug an die Küste, Jagd auf Frösche, Schildkröten und Süßwasser-Krebse             |

## Wirtschaft
Seit die Noongar urbanisiert oder in großen regionalen Orten konzentriert sind, bewegt sich der direkte wirtschaftliche Einfluss ihrer Gemeinschaft in Western Australia Studien zufolge zwischen 500 und 700 Millionen $ jährlich.
Die Noongar befinden sich wie andere Aborigines in Disputen über Native title mit der staatlichen Regierung.

## Aktuelle Themen
Infolge der Stolen Generation und Problemen bei der Integration in die moderne westliche Gesellschaft werden die heutigen Noongar mit vielen schwierigen Themen konfrontiert. Die Versammlung Noongar Men of the SouthWest präsentierte 1996 die folgenden Themen als wesentliche Probleme der Gemeinschaft:
- Alkohol und Drogen
- Ernährung
- Sprache und Kultur
- häusliche Gewalt
- Beziehungen zwischen Vater und Sohn

Viele dieser Probleme betrafen nicht nur die Noongar, aber in vielen Fällen erhielten sie keine angemessene Unterstützung der Regierung. Der Bericht, der nach dieser Versammlung veröffentlicht wurde, besagte auch, dass Noongar-Männer 20 Jahre früher sterben als Nicht-Aborigines und dreimal häufiger ins Krankenhaus gehen.
Die Noongar haben immer noch große Familien und viele Familien haben Probleme, mit den verfügbaren Strukturen der geschützten Gebäude in Western Australia zurechtzukommen. Die Regierung hat bestimmte Gebiete speziell für Noongar-Gemeinschaften bereitgestellt, z. B. die Swan Valley Nyungah Community.
Die Noongar bewältigen ihre eigenen Probleme z. B. durch das Noongar Patrol System, eine Initiative für einen Aboriginal Advancement Council. Es wurde eingerichtet, um junge Aborigines von aggressivem Verhalten abzuhalten und die Wahrscheinlichkeit, mit dem Gesetz in Konflikt zu kommen, zu reduzieren. Die meisten Menschen in Perth assoziieren dies mit Patrouillen im Vergnügungszentrum Northbridge. Die Patrouille setzt auf Vermittlung und Beratungen mit indigenen Jugendlichen, um asoziales oder aggressives Verhalten junger Menschen bei nächtlichen Besuchen in der Stadt zu verhindern.